# Agapetus cyrnensis
Agapetus cyrnensis is een schietmot uit de familie Glossosomatidae. De soort komt voor in het Palearctisch gebied.